# Генуэзский (мыс)
Генуэзский — слабовыраженный мыс в восточной части Южного берега Крыма. Расположен в Капсихорской бухте к востоку от мыса Башенный и к западу от мысов Партизанский и Ай-Фока около села Морское. Образован в апреле-мае 1967 года глетчеровидным Генуэзским оползнем шириной 315 метров, выдвинувшимся в море на 10-15 метров со стороны урочища Аунлар.

## Описание
С мыса Генуэзский в сторону Судака видны мысы Партизанский, Ай-Фока, Чикен, Меганом, Алчак; в сторону Алушты — мыс Башенный и главная гряда Крымских гор, завершаемая Аю-Дагом. От Капсихорской долины мыс отделен региональной автодорогой 35К-005 Алушта — Феодосия и урочищем Аунлар. 
В природном отношении мыс принадлежит к восточной части Крымского Субсредиземноморья, расположен на южном макросклоне Главной гряды Крымских гор, и относится к оползневому побережью.
Получил название в честь расположенной неподалеку средневековой башни-донжона Чобан-Куле замка Тасили, принадлежавшая генуэзским феодалам братьям ди Гуаско.

## Геологические особенности
В геологическом строении побережья, включающем мыс Генуэзский, участвует комплекс автохтонных пород таврического (T3-J1) и среднеюрского (J2) флиша, обнажившихся в ходе альпийских горообразовательных движений, когда южное крыло мегантиклинория Горного Крыма было погружено под уровень Чёрного моря. Доминирующими породами в эскиординском флише являются аргиллиты — тёмно-серые, слегка коричневатые или зеленоватые, иногда почти чёрные, довольно слабо метаморфизированные. Алевролиты играют подчинённую по мощности роль, образуя прослои толщиной от нескольких сантиметров до 1 метра, неравномерно распределённые среди глинистых пород. 
На участке приморского склона между мысами Башенный и Ай-Фока южнобережный меланж состоит из глыб (кластолитов) триас-нижнеюрского возраста, сложенных перемятыми слоями песчаников, аргиллитов и алевролитов. В матриксе и на поверхности кластолитов развиты мелкие щётки гидротермального кварца, горного хрусталя, а также алуштит, цеолиты и другие минералы c температурой образования 200—240°С.
Мыс имеет ярко выраженный оползневой рельеф, обусловленный характерными для оползневого рельефа южного склона горы Хады-Бурун формами: оползневыми цирками (оползневыми уступами), оползневыми блоками (деляпсий) и оползневыми террасами, выдвинутыми в сторону моря.
Генуэзский оползень, образовавший Генуэзский мыс, является крупнейшим оползнем в Капсихорской бухте. Его длина составляет 840 метров, ширина около 250 метров, мощность деляпсия 40 метров. В связи с незначительной шириной пляжа (от трех до двенадцати метров) язык оползня постоянно размывается морем, вследствие чего на пляже Генуэского мыса систематически наблюдаются обвалы грунта.
В середине 1960-х годов Генуэзский оползень смещался со стороны урочища Аунлар в сторону моря со скоростью более 1 метра в год, однако в апреле-мае 1967 года скорость сползания резко увеличилась до 1,5 — 2 метров в сутки. Оползень разрушил региональную автодорогу 35К-005 Алушта — Феодосия на протяжении 315 метров, накрыл источник пресной воды и часть пляжа мыса Башенный, выдвинулся в море на 10-15 метров и образовал новый слабовыраженный мыс.

## Топографические карты
- Лист карты L-36-118 Судак. Масштаб: 1 : 100 000. Состояние местности на 1974 год. Издание 1976 г.